# Верхняя Якушка
Верхняя Якушка (чув. Малаел) — посёлок в Новомалыклинском районе Ульяновской области России. Входит в состав Среднеякушкинского сельского поселения.

## География
Посёлок находится в восточной части Левобережья, в лесостепной зоне, на правом берегу реки Большой Авраль, на расстоянии примерно 8 километров (по прямой) к юго-западу от села Новая Малыкла, административного центра района. Абсолютная высота — 91 метр над уровнем моря.
Климат
Климат характеризуется как умеренно континентальный, с тёплым летом и умеренно холодной зимой. Верхняя температура воздуха самого тёплого месяца (июля) — 20 °C (абсолютный максимум — 39 °C); самого холодного (января) — −13,8 °C (абсолютный минимум — −47 °C). Продолжительность безморозного периода составляет в среднем 131 день. Среднегодовое количество атмосферных осадков составляет 406 мм. Снежный покров образуется в конце ноября и держится в течение 145 дней.
Часовой пояс
Посёлок Верхняя Якушка, как и вся Ульяновская область, находится в часовой зоне МСК+1. Смещение применяемого времени относительно UTC составляет +4:00.

## Название
Изначально село называлось Калмыцкая Сахча сохранилость с той поры, когда на берегах реки Большой Авраль жили калмыки. Слово «Сахча» означает «стража». После установления Советской власти село стали всё чаще называть Верхней Якушкой, для отличия от Старой Якушки, которая располагалась в 3-4 километрах в низине у реки.

## История
Село основано в 70-х годах XVII века калмыками, которые сторожили свой народ, забивали вдоль дороги колья, чтобы чуваши и русские не смогли проникнуть в их селения. Также в Калмыцкой Сахче проживали персы, отставшие от караванов, проходивших по этим местам великого торгового пути. Они выращивали арбузы и дыни.
В 1744 году в Калмыцкой Сахче была построена на средства прихожан однопрестольная Христорождественская  церковь. (не сохранилась).  По четвертой ревизской сказке 1782 года в Ставропольском уезде проживали крещёные калмыки.
В 1780 году, при создании Симбирского наместничества, сельцо Рожественское Верхнее Якушкино тож, крещёных чуваш, вошло в состав Ставропольского уезда.
В 1889 г. была построена земская школа. В 1898 г. на "Мирские  средства" было построено новое здание школы. В 1920-е годы в этой школе работала гордость чувашской литературы, первая чувашская поэтесса Васса Анисси (Анисия Васильевна Княгинина). В 1939 году школа была преобразована в «семилетку».
В уездном городе власть перешла в руки Ставропольского совета 28 января 1918 года, в марте 1918 года создается Новомалыклинский совет крестьянских депутатов, а в селе Верхняя Якушка – сельский совет крестьянских депутатов. 
В 1930 году образовался колхоз им.Энгельса, в 1951 году в него вошёл колхоз "Культура" Малиновского сельского Совета с. Малиновка.

## Население
| 1859 | 1889  | 1897  | 1910  | 2010 |
| ---- | ----- | ----- | ----- | ---- |
| 1253 | ↗1922 | ↘1536 | ↗2613 | ↘742 |

Национальный состав
Согласно результатам переписи 2002 года, в национальной структуре населения русские составляли 50 % из 721 чел., чуваши — 46 %.

## Известные уроженцы
- Баданов, Василий Михайлович — советский военный деятель, Генерал-лейтенант танковых войск (26 декабря 1942 года).
- Ермолаева, Вера Александровна — Герой Социалистического Труда, звеньевая колхоза им. Ф. Энгельса.
- Кузьмин, Петр Иванович — Герой Социалистического Труда, бригадир колхоза им. Ф. Энгельса (с. В. Якушка)[13].
- Жуков, Фёдор Семёнович — Герой Социалистического Труда, старший механик Новомалыклинской МТС [14].
- Сяплов, Фёдор Алексеевич — Герой Социалистического Труда, председатель колхоза им. Ф. Энгельса (с. В. Якушка), род. в с. Новая Бесовка[15],
- Ларин, Евгений Степанович — русский советский писатель, поэт, прозаик, журналист и краевед. Член Союза писателей СССР (1984) и Союза журналистов СССР (1959). Лауреат Премии имени М. И. Ульяновой Союза журналистов СССР. Почётный гражданин города Димитровграда (1998).